# Туктарово (Челябинская область)
Туктарово — деревня в Кусинском районе Челябинской области. Входит в состав Петрозаводского сельского поселения.

## География
Расположена на берегу реки Каймасты. Расстояние до районного центра, Кусы, 26 км.

## Население
| 2002 | 2010 |
| ---- | ---- |
| 59   | ↘28  |